# Первомайск (Каушанский район)
Первома́йск (рум. Pervomaisc) — село в Каушанском районе Молдавии. Является административным центром коммуны Первомайск, включающей также село Константиновка.

## География
Село расположено на левом берегу реки Ботны примерно в 25 км к западу от города Кэушень. Ближайшая железнодорожная станция — Кэйнарь в 2 км к югу от села. Ближайшие населённые пункты — город Каинары и село Константиновка.
Высота населённого пункта 55 метров над уровнем моря.

## История
До 1949 г. носило название Эменталь.

## Население
По данным переписи населения 2004 года, в селе Первомайск проживает 677 человек (329 мужчин, 348 женщин).
Этнический состав села:
| Национальность | Число жителей | Процентный состав |
| -------------- | ------------- | ----------------- |
| молдаване      | 343           | 50,66             |
| болгары        | 130           | 19,2              |
| украинцы       | 108           | 15,95             |
| русские        | 86            | 12,7              |
| румыны         | 3             | 0,44              |
| прочие         | 7             | 1,03              |
| Всего          | 677           | 100 %             |